# Kurt Poll

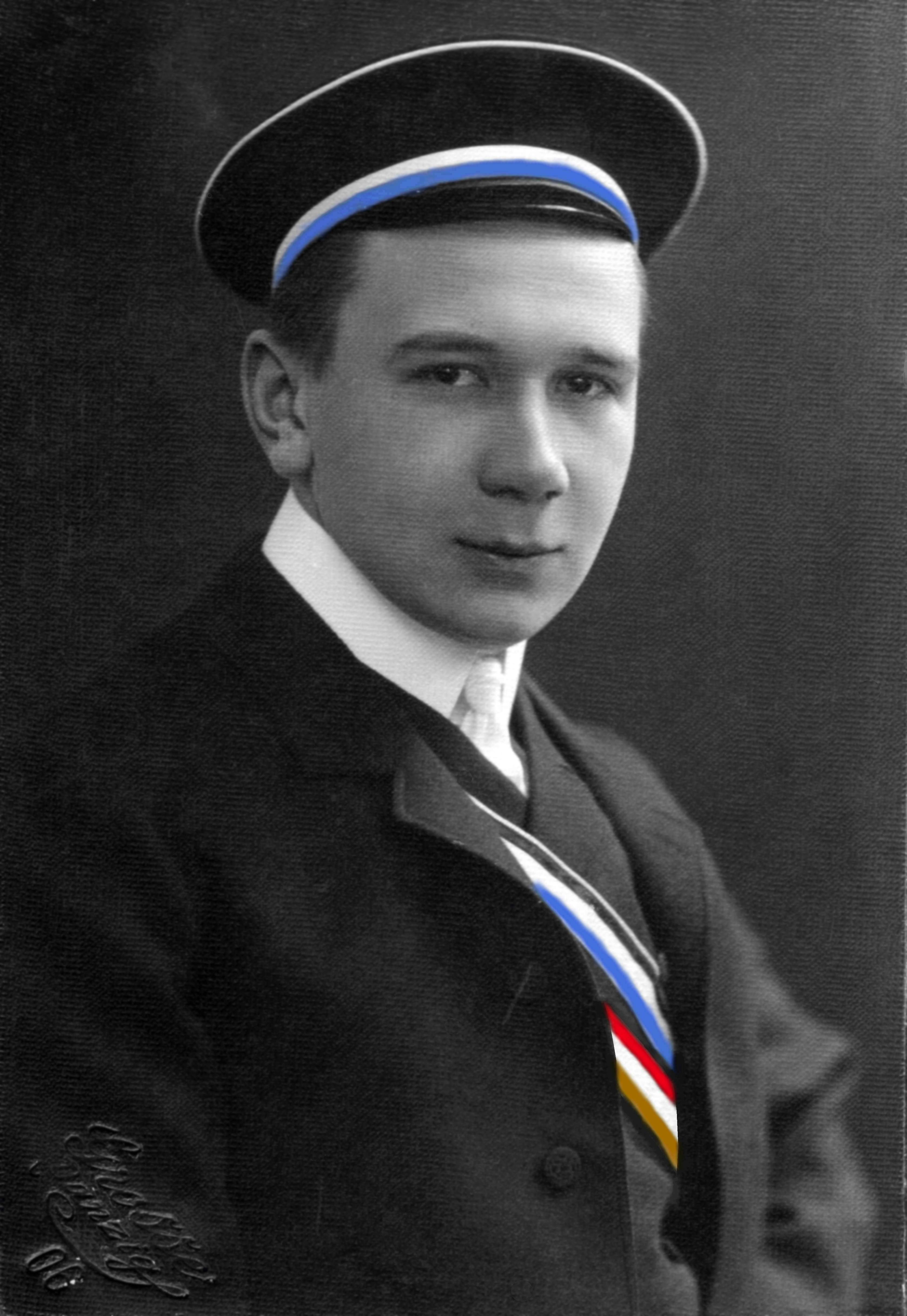
Kurt Poll, 1907

Kurt Poll (* 17. März 1886 in Danzig; † 9. Januar 1943 in München) war ein deutscher Verwaltungsjurist. Nach dem Ersten Weltkrieg war er Landrat in der Provinz Ostpreußen und in der Freien Stadt Danzig.

## Leben
Poll studierte an der Ludwig-Maximilians-Universität München Rechtswissenschaft. Am 23. Juni 1906 wurde er im Corps Suevia München recipiert. Er wechselte 1907 an die Albertus-Universität Königsberg und wurde im befreundeten Corps Hansea Königsberg aktiv. Im Februar 1919 kam er als kommissarischer Landrat in den Kreis Niederung, der im Januar 1920 nördliche Teile an das Memelgebiet verlor. Poll wurde nach dem Kapp-Putsch im Juni 1920 abberufen. Als Regierungsrat wurde er am 14. August 1925 im Landkreis Großes Werder der  Freien Stadt Danzig endgültig zum Landrat ernannt. Im November 1931 ist er noch als Landrat in Tiegenhof belegt. Ob er das Amt bis 1934 behielt, ist so unbekannt wie sein Leben in der Zeit des Nationalsozialismus. Aus unbekannten Gründen erhängte er sich im Alter von 56 Jahren in Münchens Englischem Garten.